# NGC 479
NGC 479 is een spiraalvormig sterrenstelsel in het sterrenbeeld Vissen. Het hemelobject ligt 216 miljoen lichtjaar van de Aarde verwijderd en werd op 27 oktober 1864 ontdekt door de Duitse astronoom Albert Marth.

## Synoniemen
- PGC 4905
- UGC 893
- MCG 1-4-31
- ZWG 411.31
- Arp 8